# Le Tronchet (Sarthe)
Le Tronchet ist eine französische Gemeinde mit 169 Einwohnern (Stand: 1. Januar 2022) im Département Sarthe in der Region Pays de la Loire; sie gehört zum Arrondissement Mamers und zum Kanton Sillé-le-Guillaume. Die Einwohner werden Tronchetois genannt.

## Geographie
Le Tronchet liegt etwa 20 Kilometer nordnordwestlich von Le Mans. Umgeben wird Le Tronchet von den Nachbargemeinden Assé-le-Riboul im Norden, Saint-Marceau im Osten, Saint-Jean-d’Assé im Süden und Südosten sowie Mézières-sous-Lavardin im Westen und Südwesten.

## Bevölkerungsentwicklung
| 1962                      | 1968 | 1975 | 1982 | 1990 | 1999 | 2006 | 2013 |
| ------------------------- | ---- | ---- | ---- | ---- | ---- | ---- | ---- |
| 149                       | 138  | 147  | 141  | 128  | 105  | 131  | 149  |
| Quelle: Cassini und INSEE |      |      |      |      |      |      |      |

## Sehenswürdigkeiten
- Kirche Notre-Dame
- Schloss Le Tronchet, Monument historique

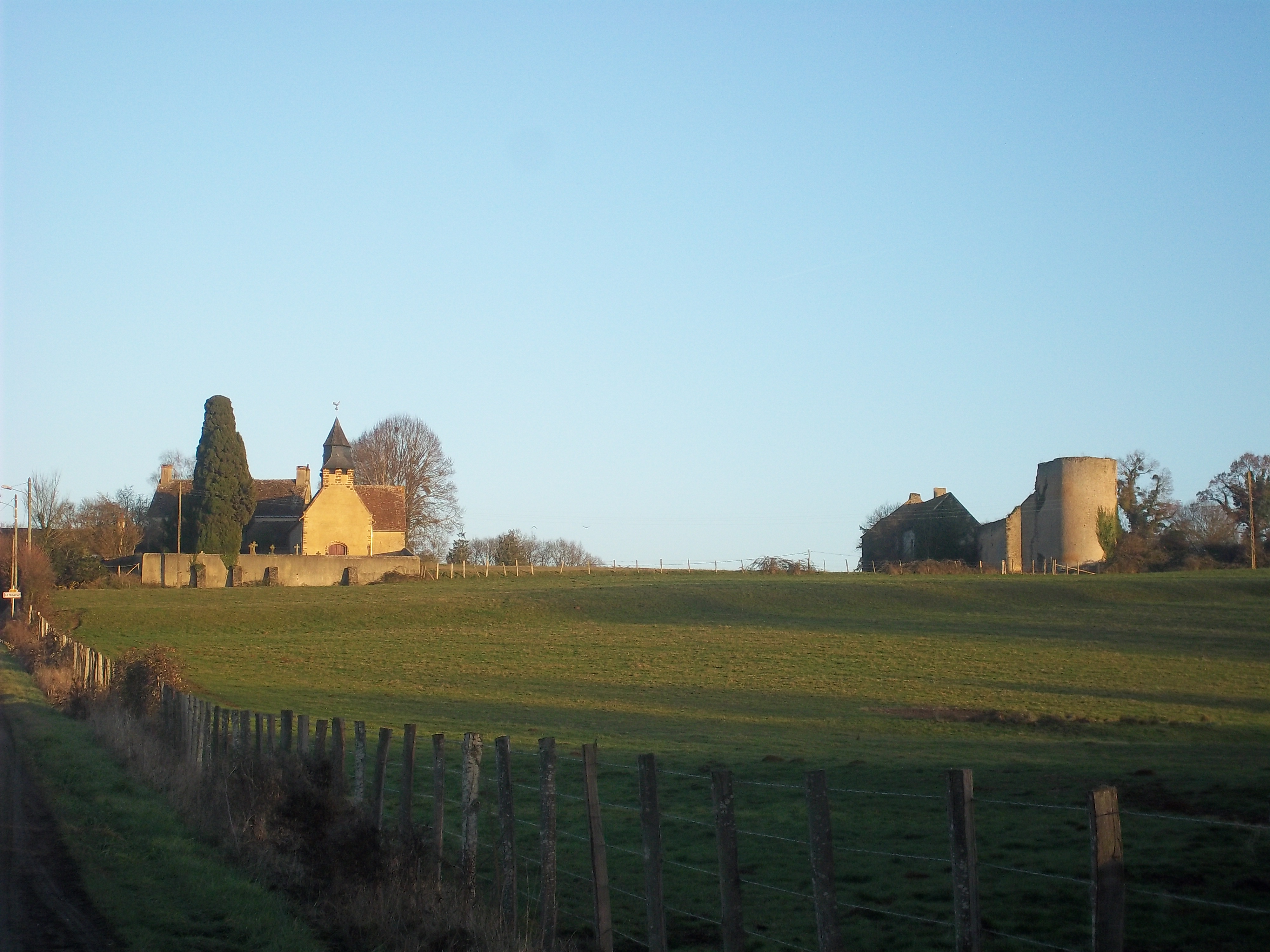
Kirche Notre-Dame
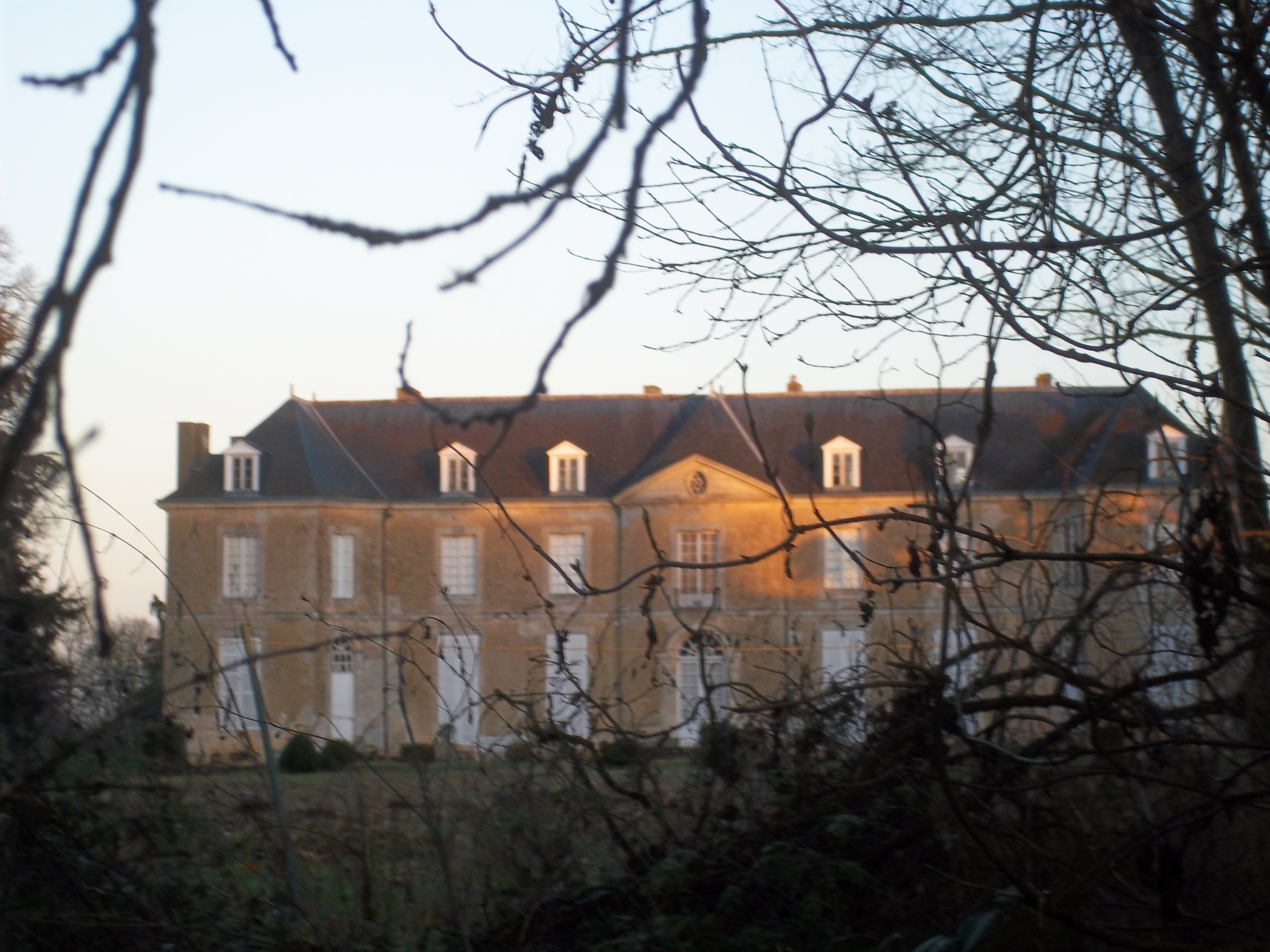
Schloss